# Corey Dillon
Corey Dillon (24 de outubro de 1974, Seattle, Washington) é um ex-jogador futebol americano que atuava como running back na National Football League. Ele jogou por dez temporadas na liga, atuando pelo Cincinnati Bengals e pelo New England Patriots. Dillon jogou futebol americano universitário pela University of Washington.